# Bél-sar-uszur
Bél-sar-uszur (Bêl-šar-uṣur, magyarul „Baál, védd meg a királyt”, héber בֵּלְשַׁאצֵּר Bēlšăʾccăr, meghalt i. e. 539 körül) másképpen Belsazár vagy Belsaccar. (Nem tévesztendő össze Baltazárral, mely Dániel babiloni neve. Egyes Bibliafordításokban a Balthazár.) Babilon társrégense. Akkor ölték meg, amikor a perzsák elfoglalták a várost.

## Élete
Bél-sar-uszurt 1854-ig csak a bibliai Dániel könyvéből (5., 7. és 8. fejezetéből), illetve Xenophón Küropaideia (Kürosz nevelkedése) című művéből ismerték. 1854-ben azonban felfedezték nevét a babiloni ékírásos feliratok között is.
A Biblia II. Nabú-kudurri-uszur fiának tartotta, a babiloni feliratok azonban Nabú-naid király és Nitokrisz legidősebb gyermekeként említi; Nitokrisz valószínűsíthetően II. Nabú-kudurri-uszur egyik lánya volt.
Amikor Nabú-naid 550-ben száműzetésbe vonult Bél-sar-uszurra hagyta a trónt és seregének egy részét. Társrégenssége alatt ő irányította a kormányzatot és saját valamint apja birtokait.
Uralma alatt is folytatódott a küzdelem a hatalomért és a befolyásért a királyság és a papság között. A papság Babilon város istenét Mardukot helyezte előtérbe, míg a király Szín holdisten kultuszát támogatta. Apjához hasonlóan Bél-sar-uszur is megpróbálta a Marduk-papságot a királyság ellenőrzése alá vonni és a templomi jövedelmekkel az állami bevételeket növelni.

### Mene, mene, tekel, ufarszin
A Biblia és Xenophón beszámolója szerint Bél-sar-uszur egy utolsó nagy lakomát tartott, amikor egy kezet pillantott meg, amely a következő arámi szavakat írta a falra:
„Mene, mene, tekel, ufarszin”.
És ez az írás, a mely feljegyeztetett: Mene, Mene, Tekel, Ufarszin! Ez pedig e szavaknak az értelme: Mene, azaz számba vette Isten a te országlásodat és véget vet annak. Tekel, azaz megmérettél a mérlegen és híjjával találtattál. Peresz, azaz elosztatott a te országod és adatott a médeknek és persáknak.
– Dániel könyve, 5:25-28.
Dániel úgy értelmezte a feliratot, mint Isten által Bél-sar-uszurra mért büntetést, s megjövendölte Babilon küszöbön álló bukását.
Bél-sar-uszur azután halt meg, hogy Gobrüasz perzsa hadvezér i. e. 539-ben ellenállás nélkül bevette Babilónt, és valószínűleg azelőtt, hogy II. Kürosz perzsa király 17 nappal később bevonult a városba.

#### A felirat jelentése
A James Strong-féle héber szótár szerint:
mene: súlymértékegység, általában 50, esetleg 60 sékel súlyú; illetve a "számolni" passzív alakja
tekel: valamekora súlyt nyomni (valamilyen súlyúnak lenni); súlymértékegységként: sékel
peresz ("ufarszin"): kettétörni, szétosztani

## Emléke
- Alakját Rembrandt is megfestette, 1635-ben
- Händel 1745-ben, William Walton 1931-ben zeneművet komponált lakomájáról
- Byron és Heinrich Heine is versbe foglalata alakját
- Johnny Cash 1957-ben Belshazzar címmel dalt írt a bibliai történetről
- Emily Dickinson 1487-es számú, 1879-ben írt verse is az ő alakját eleveníti fel
- Lásd Karinthy Frigyes Méné, tekel... című versét